# Dohnál Áron
Dohnál Áron (Kecskemét, 1977. május 30. – Eger, 2009. június 12.) szobrász, grafikus a kortárs magyar képzőművészet kiemelkedő alakja, a Nemzetközi Kepes Társaság alapító tagja.
"Dohnál Áront erősen foglalkoztatták az optikai hatások, a kinetika, a mozgás élményét keltő kifejezésmódok. A fény mint olyan, a fényfestészet, fényművészet területén kísérletezett, a fény, a tér, a mozgás és a forma változásait, viszonyait vizsgálta, s miközben épített az (apjától is örökölöt) »organikus«-nak nevezett hagyományra, konstruktív, formai megoldásai átdimenzionálták és új szintre emelték azt. Hogy mennyire volt ez tudatos építkezés vagy a formai, technikai kísérletezésből származó eredmény, nehezen eldönthető, mindenesetre úgy tetszik, a fiatal művész rendelkezett a percepció követelte magasabb matematikai logikával. Talán nem véletlen, hogy Privát galaxisa erősen emlékeztet a Fourier-transzformációk mintázatára, s grafikáinak egy része az ún. foszfénekhez, illetve kombinációikhoz hasonlít." (Láng Eszter)

## Életpályája

### Munkássága
"...alkotásait interdiszciplináris, konstruktív alapelvek szerinti organikus, képi-, plasztikai és fényművészeti formációk létrehozásával lehet jellemezni. Meglepően érett, sokra predesztinált mesterként emlegette a szakma már korán karakteresen kiforrott alkotásait, többen Kepes György művészetének 21. századi megújítójaként tartották számon." (Ludányi Gabriella, művészettörténész)

### Tanulmányai
1992-től Dohnál Tibor egri Szabad Akadémiáján kezdett művészeti tanulmányokat. 1997-ben az Eötvös Loránd Tudományegyetemen, 1998-tól a
József Attila Tudományegyetemen szabad stúdiumokat végzett, 1999-től a pécsi Janus Pannonius Tudományegyetem művészettudomány szakos hallgatója.

### Díjai, elismerései
- 1996 Környezetvédelmi Minisztérium különdíja
- 1997: Eger város alkotói díja
- 1997: Heves megye különdíja
- 2000: Eger város ösztöndíja

### Magánélete
Szülei: Dohnál Tibor (festő, szobrász)
Dohnál Tiborné Szabó Mária (népi iparművész)
Házastársa: Dohnál Szonja (művészettörténész, muzeológus)
Gyermeke: Dohnál Borbála

## Kiállításai
- 1993 • VIII. Országos Képzőművészeti Triennálé, Szolnoki Galéria, Szolnok
- 1994 • XXIX. Alföldi Tárlat, Munkácsy Mihály Múzeum, Békéscsaba
- 1995 • Kaláka Fesztivál, Almássy téri Szabadidő Központ, Budapest
- 1999 • XV. Miskolci Téli Tárlat, Miskolci Galéria, Miskolc
- 1996, 1997, 1998 • Fiatal Alkotók Nemzetközi Tárlata, Megyei Művelődési Központ, Eger
- 1997 • Országos Nyári Tárlat, Bartók Terem, Debrecen
- 2001 • Szobrászaton innen és túl, Műcsarnok (kat.), Budapest • Nemzetközi Fényművészeti Kiállítás, Művészetek Háza, Eger • Nemzetközi Kepes Társaság kiállítása, Pest Center, Budapest.

## Díjai
- József Attila ösztöndíj
- Környezetvédelmi Minisztérium különdíja - 1996
- Heves Megye különdíja 1997